# Jean-Michel Rancoule
Pour les articles homonymes, voir Rancoule.
Pas d'image ? Cliquez ici

a Compétitions nationales et continentales officielles uniquement.

Jean-Michel Rancoule, né le 28 février 1959 à Lourdes, est un joueur français de rugby à XV, trois-quarts aile du Stade toulousain, de 1,71 m pour 70 kg.

## Biographie

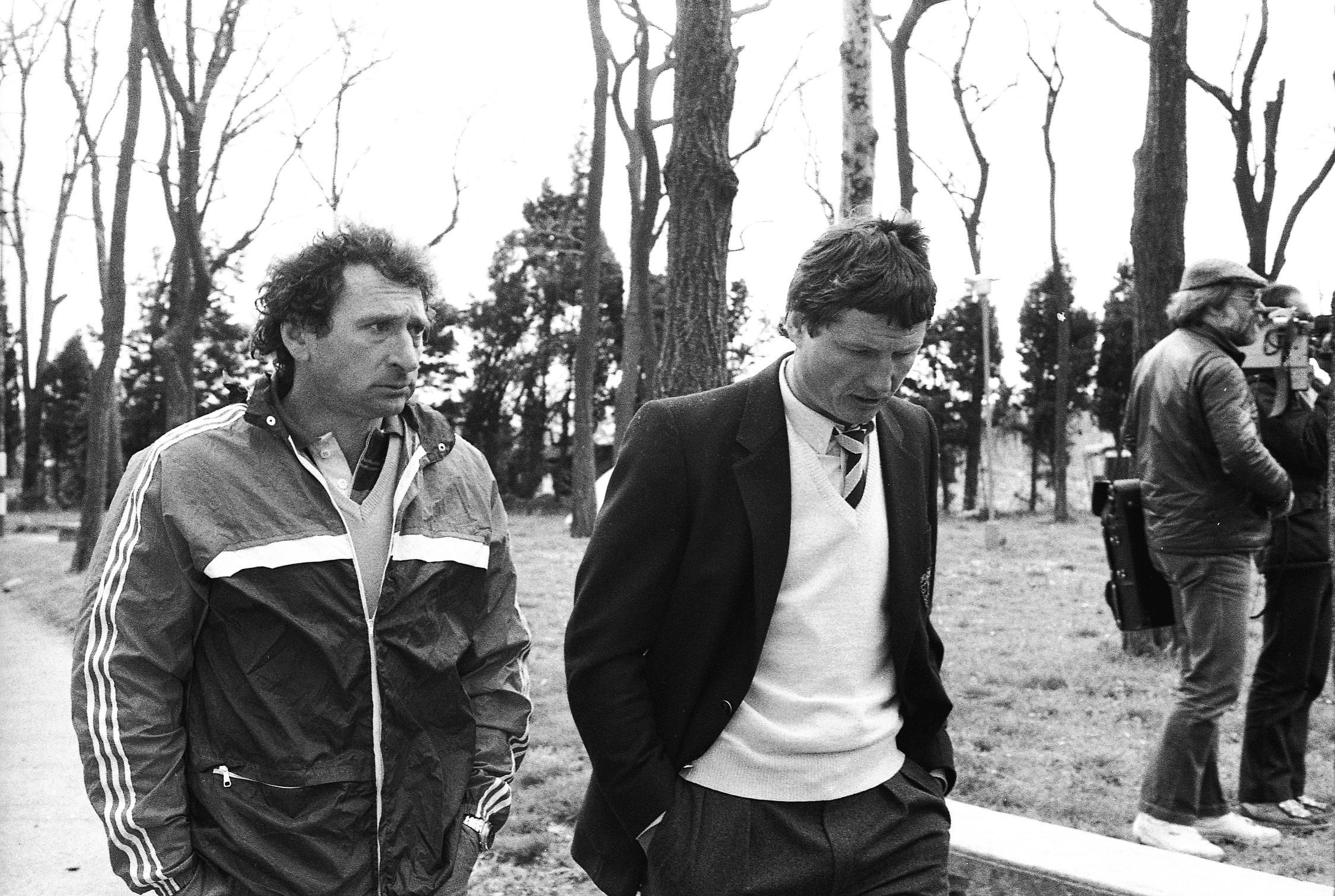
Pierre Villepreux et Jean-Claude Skrela, entraîneurs de Jean-Michel Rancoule de 1983 à 1989.

Il est le fils d'un ancien joueur de rugby à XV international du FC Lourdes, Henri Rancoule et débute également dans ce même club haut-pyrénéen en cadets. Il n'a quasiment pas joué en juniors car il a été intégré directement en équipe première alors qu'il n'avait que 17 ans. L'année suivante, en 1977, il joue la finale du Challenge Yves du Manoir face à Beziers. Lourdes s'inclina 18 à 19.
Effectuant son service militaire à Toulouse, il rejoint le Stade toulousain.
Lourdes n'a plus le même lustre dans les années 1980 que dans les années 1950, aussi, Jean-Michel Rancoule rejoint la valeur montante de la région Midi-Pyrénées, le Stade toulousain en tant que demi-d'ouverture. La ligne d'attaque qui se met en place est impressionnante avec Denis Charvet, Didier Codorniou et Éric Bonneval.
Il revient ensuite une année à Lourdes en 1982 avant de retourner à Toulouse, cette fois au poste d'ailier.
Il fut international juniors et espoirs quand il jouait à Lourdes, puis international B et A' quand il évoluait au Stade toulousain.
Il remporte trois titres de champion de France avec le Stade toulousain en 1985, 1986 et 1989 et est le meilleur marqueur d'essais du championnat en 1986.
Le 22 octobre 1989, il est sélectionné avec les Barbarians français pour jouer contre les Fidji à Bordeaux. Les Baa-Baas s'inclinent 16 à 32.
Il a été directeur technique du Stade toulousain. Il est hôtelier à Toulouse et il est également responsable du recrutement du Stade toulousain de 1997 à 2015,. Proche de Guy Novès, il quitte le Stade toulousain en 2015 pour intégrer la cellule de suivi du XV de France qui épaule le sélectionneur.

## Club
- FC Lourdes jusqu'en 1978 et de 1981 à 1982
- Stade toulousain de 1978 à 1981 et de 1982 à 1992

## Équipe de France
- International France A'
- International France B

## Palmarès
Avec le FC Lourdes
- Challenge Yves du Manoir :
  - Finaliste (1) : 1977

Avec le Stade toulousain
- Championnat de France de première division :
  - Champion (3) : 1985, 1986 et 1989
  - Vice-champion (2) : 1980 et 1991
- Challenge Yves du Manoir :
  - Vainqueur (1) : 1988
  - Finaliste (1) : 1984
- Coupe de France :
  - Vainqueur (1) : 1984
  - Finaliste (1) : 1985